# Manuela Leggeri
Manuela Leggeri (ur. 9 maja 1976 roku w Sezze) – włoska siatkarka występująca na pozycji środkowej bloku; Mistrzyni Świata z 2002 roku.
Długoletnia kapitan reprezentacji Włoch zakończyła występy w barwach narodowych po Igrzyskach Olimpijskich w Atenach w 2004.

## Kariera
- 2011–2015 River Volley Piacenza
- 2009–2011 Despar Sirio Perugia
- 2009–2010 Florens Volley Castellana Grotte
- 2008–2009 Monte Schiavo Banca Marche Jesi
- 2007–2008 Joy Volley Imola
- 2005–2007 Megius Volley Club Padwa
- 2002–2005 Monte Schiavo Banca Marche Jesi
- 1999–2002 Edison Modena
- 1998–1999 Inn Volley Napoli
- 1997–1998 Cemar Rubiera
- 1995–1997 Tradeco Altamura
- 1992–1995 Aster Rzym
- 1991–1992 Pallavolo Priverno

## Osiągnięcia reprezentacyjne
- Mistrzostwo Świata (2002)
- Wicemistrzostwo Europy (1999, 2001)

## Osiągnięcia klubowe
- Mistrzostwo Włoch (2000, 2013, 2014)
- Puchar Włoch (2002, 2013, 2014)
- Puchar CEV (1993, 1999, 2002)
- Superpuchar Włoch (2013, 2014)

## Indywidualne nagrody
- Najlepsza blokująca World Grand Prix (2004)